# Sainte-Anne, Loir-et-Cher
Sainte-Anne là một xã thuộc tỉnh Loir-et-Cher miền trung nước Pháp.